# Heliothraupis oneilli
La tangara inti  (Heliothraupis oneilli), también denominada tangara de San Pedro, es una especie de ave paseriforme de la familia Thraupidae, la única perteneciente al género Heliothraupis. Su distribución se restringe a las bajas yungas del oeste de Bolivia y sur de Perú. A pesar de su notable coloración, su llamado y su distinción evolutiva, fue descrita para la ciencia apenas en 2021, y el descubrimiento y la documentación de la especie ocurrieron solamente en las dos décadas anteriores.

## Distribución y hábitat
Esta especie es migratoria, lo que es muy poco común en las tangaras; se reproduce en el valle de Machariapo al norte de Apolo, en Bolivia, y ocupa un área mucho más amplia en la temporada no reproductiva, en la pendiente oriental de la cordillera de los Andes en el sur de Perú. A pesar de ser escurridiza y haber sido descrita recientemente, su área no reproductiva incluye la región alrededor de Kosñipata, que bordea el parque nacional del Manu, y es uno de los sitios ornitológicos mejor estudiados en Perú.
Esta especie se reproduce en bosques caducifolios y semi-caducifolios en altitudes entre 750 y 1500 m, y probablemente depende de bambuzales y pastizales similares, tales como los del género Guadua para las condiciones óptimas de reproducción. En la temporada no reproductiva, se piensa que su hábitat compreende la zona de transición entre selvas húmedas y bosques nubosos, donde también fue avistada en parches de bambuzales Guadua.

## Descripción
Mide 18 cm de longitud y pesa alrededor de 22 g. Es una ave brillantemente colorida con plumaje amarillo em ambos sexos, con un notable lista superciliar negra y el pico color anaranjado. El macho presenta una cresta corta y espesa que puede estar tanto levantada como baja. Las coberteras amarillas son únicas entre los tráupidos. Las patas son pardo amarillentas. Morfológicamente, esta ave se parece tanto a miembros de la familia Cardinalidae como Thraupidae, y solamente los análisis genéticos permitieron comprobar que pertenece efectivamente a esta última.

## Comportamiento
Es un ave que parece ser muy esquiva y arisca, a pesar de su canto y apariencia distintivos, lo que explica tan pocos avistamientos hasta algunos años atrás.

### Alimentación
Su dieta consiste principalmente de insectos, aunque también de frutos de forma oportunística. Fueron avistados forrajeando en el follaje de bambuzales a baja altura, a unos cuatro metros del suelo y suben al dosel para cantar. No parecer juntarse a bandadas mixtas.

### Vocalización
Esta especie emite un canto sonoro y distintivo dado tanto por el macho como por la hembra, que ocurre tarde en la mañana, bien después del coro del amanecer de otras aves, y que dura bastante durante el calor del día, cuando la mayoría de otras aves ya pararon de cantar.

## Estado de conservación
A pesar de poco conocido, el hábitat de esta especie ha sido poco perturbado por la actividad humana y grandes porciones del mismo son inaccesibles, por lo que se presume no estar seriamente amenazada. Sin embargo, los planos potenciales de construcción de una ruta entre Cuzco y La Paz pueden atraer gran cantidad de colonos, lo que puede resultar en deforestación de su hábitat reproductivo. Los autores de la descripción recomendaron la clasificación como datos insuficientes debido a la falta de información sobre el tamaño de la población, las tendencias y su distribución.

## Descubrimiento
La primera observación documentada de esta especie fue realizada en el área reproductiva de Bolivia en 1993, pero esta observación permaneció sin identificación hasta el tiempo en que fue verificada en 2019. La primera observación adecuada de la especie fue hecha en el año 2000, cuando fue descubierta en su hábitat no reproductivo durante un tour de avistamientos a lo largo del camino de Kosñipata en el Departamento del Cuzco, en Perú. Varios individuos fueron nuevamente avistados en 2003 y 2004 en la misma área. Se sabía muy poco de la historia natural de esta ave, hasta diciembre de 2011, cuando una población en reproducción fue descubierta en el departamento de La Paz, en Bolivia. La especie fue estudiada en este sitio a lo largo de la década siguiente y finalmente descrita en 2021.

## Sistemática

### Descripción original
La especie H. oneilli fue descrita por primera vez por los ornitólogos Daniel F. Lane, Miguel Ángel Aponte Justiniano, Frank E. Rheindt, Gary H. Rosenberg, C. Jonathan Schmitt & Ryan S. Terrill en 2021 bajo el mismo nombre científico; su localidad tipo es: «Área Natural de Manejo Integrado (ANMI) Madidi, valle del Machariapo, ca. 33 km NW Apolo, 14°26.4’S, 68°31.9’W, altitud 960 m, Provincia de Franz Tamayo, departamento de La Paz, Bolivia». El holotipo, un macho adulto, colectado y preparado por Miguel Ángel Aponte Justiniano el 27 de agosto de 2019, se encuentra depositado en el Museo de Historia Natural Noel Kempff Mercado bajo el número MNK-AV 6350.
El género monotípico Heliothraupis fue luego reconocido como necesario debido a las características exclusivas de la especie y propuesto por los ornitólogos Daniel F. Lane, Kevin J. Burns, Luke B. Klicka & Rosalyn Price-Waldman en la misma descripción original de la especie en 2021.

### Etimología
El nombre genérico masculino «Heliothraupis» se compone de las palabras del griego «hēlios» que significa ‘sol’, y «θραυπίς thraupis»: pequeño pájaro desconocido mencionado por Aristóteles, tal vez algún tipo de pinzón; en ornitología thraupis significa «tangara»; y el nombre de la especie «oneilli» conmemora al ornitólogo estadounidense John Patton O'Neill. El nombre común propuesto tangara inti, se refiere al dios del sol, el más importante en la mitología incaica. Previamente a la descripción, la especie era conocida como  tangara de San Pedro o por el nombre en inglés Kill Bill tanager, en referencia a la vestimenta amarilla del personaje de la actriz Uma Thurman en la película Kill Bill.

### Taxonomía
Los análisis genético-moleculares de Lane et al. (2021) indican que la presente especie es hermana de la tangara de anteojos (Trichothraupis melanops), sin embargo, debido a su plumaje distintivo se la clasifica en un género diferente de Trichothraupis; el par formado por ambas es hermano de la tangara cabecigrís (Eucometis penicillata), formando un clado dentro de la subfamilia Tachyphoninae. La nueva especie fue reconocida por el Comité de Clasificación de Sudamérica (SACC) en la Propuesta N° 925.